# 総統
総統（そうとう、英語: führer, fuhrer、ドイツ語: Führer、中国語: 元首）とは、「全体をすべくくること」、国政・軍事全体を統括すること、またはその統括者、最高指導者(the Supreme Leader)、最高主権責任者(Chief Sovereign Officer)。特にナチ哲学や決断主義などの全体主義的体制において、総統または指導者は、強い精神力を持ち唯一神に似た立場として国家の運命を決定するとされており、その典型例は指導者原理とされる。
日本での用例はナチス・ドイツを始めとする全体主義国家の元首・最高指導者を指す総統（Führer）と、中華民国の元首を指す総統（the President）とに大別される。

## ドイツ
ドイツの歴史における総統（Führer）は、ナチス・ドイツの最高指導者、アドルフ・ヒトラーの地位に用いられる。

### 語義
ドイツ語でヒトラーの地位を意味する語は、固有名詞化した「Führer（フューラー）」である。本来の原語におけるフューラーとは、国家の指導者のみならず、軍隊における各編成単位の指揮官や、官公庁における指導的な立場にある役人、自動車や鉄道車輌の運転手、または山岳ガイドといった、「複数の人間の生命を預かる重責を担う職位者」の一般的な呼称としても用いられる。また、手引書や案内書を指す用法もある。

### 政治運動におけるフューラー
このような意味を持つ「フューラー」が、政治運動の指導者の肩書きとして使用される端緒となったのは、オーストリア＝ハンガリー帝国においてドイツ国民運動を率いたゲオルク・フォン・シェーネラーが、1879年に自らの肩書きとして、「Führer der Deutschnationalen Bewegung（ドイツ国民運動の指導者）」を用いたことである。第一次世界大戦におけるドイツ帝国敗戦後に成立したワイマール共和国にて生まれた多くの政治団体も、指導者の名称として「フューラー」を採用した。

### ヒトラーの地位

#### ナチ党のフューラー
1921年7月29日、ヒトラーは国民社会主義ドイツ労働者党（ナチ党）の幹部会によって、第一議長に就任した。この頃からヒトラーの支持者であるディートリヒ・エッカートやルドルフ・ヘスらの党幹部は、彼への呼称として「フューラー」を用い始め、次第に党内に定着した。ただし、ヒトラー自身は「フューラー」の語がどうして生まれたか知らないと語っている。ヒトラーはナチ党内の支配体制として、「指導者原理」を採用した。これは党内を階層化し、各階層はそれぞれのフューラーに従い、それらは上位のフューラーにのみ任命され、従属しなくてはならないという仕組みである。
また、党内組織である突撃隊や親衛隊、国家社会主義自動車軍団などの指導者には、親衛隊全国指導者（Reichsführer‐SS）や上級大隊指導者（Obersturmbannführer）のように、語に「フューラー」が付属した役職名が用いられている。ゲルトルート・ショルツ＝クリンクが就任した「全国女性指導者（Reichsfrauenführerin）」は、女性型の「フューレリン（Führerin）」が用いられている。

#### 首相期のフューラー
1933年1月、ヒトラーは首相に就任し、政権を掌握した。この時の彼の公文書での官職名は、「ドイツ国首相（der Reichskanzler）」であり、全権委任法への署名などはこの肩書きで行ったが、ナチ党員からは「der Führer und Reichskanzler（指導者兼ドイツ国首相）」と呼ばれた。ヒトラーは就任直後に議会を解散し、選挙活動を開始した。この選挙中の2月1日、ナチ党は「われわれは国民と国家の指導者（nationale Führer）として神に対し、我々の良心に対し、わが民族に対し、われわれに与えられた使命を断固実現することを誓約するものであります」というアピールを行った。
1933年3月ドイツ国会選挙がナチ党の圧勝で終わった後の3月21日、国会開会式においてヒトラーは次のような演説を行った。
これは、ヒトラーがナチ党の勝利を、従来の統治とは異なる「ライヒ指導」、すなわち「ナチ党及びその指導者であるヒトラーが民族とライヒ（国）を指導する」という新たな政治形態が信任されたと定義したものであった。この定義は、ナチ党の公式見解となり、第5回ナチ党党大会で、ヒトラーは「ナチス党は、1933年1月30日、ライヒの政治指導を委託された」と演説し、ヘスも「党が民族意思を組織的に表現する。それ故、党が国民と国家（Nation）指導の担い手であり、当然の結果として、党の指導者が国民と国家の指導者となったのだ」「あなた（ヒトラー）は、国民と国家の指導者として、われわれの最終的勝利の保証人なのです。われわれは、あなたの中に体現された国民と国家の指導者に対し心より歓迎の意を表するものです」と応じた。

#### ドイツ国のフューラー

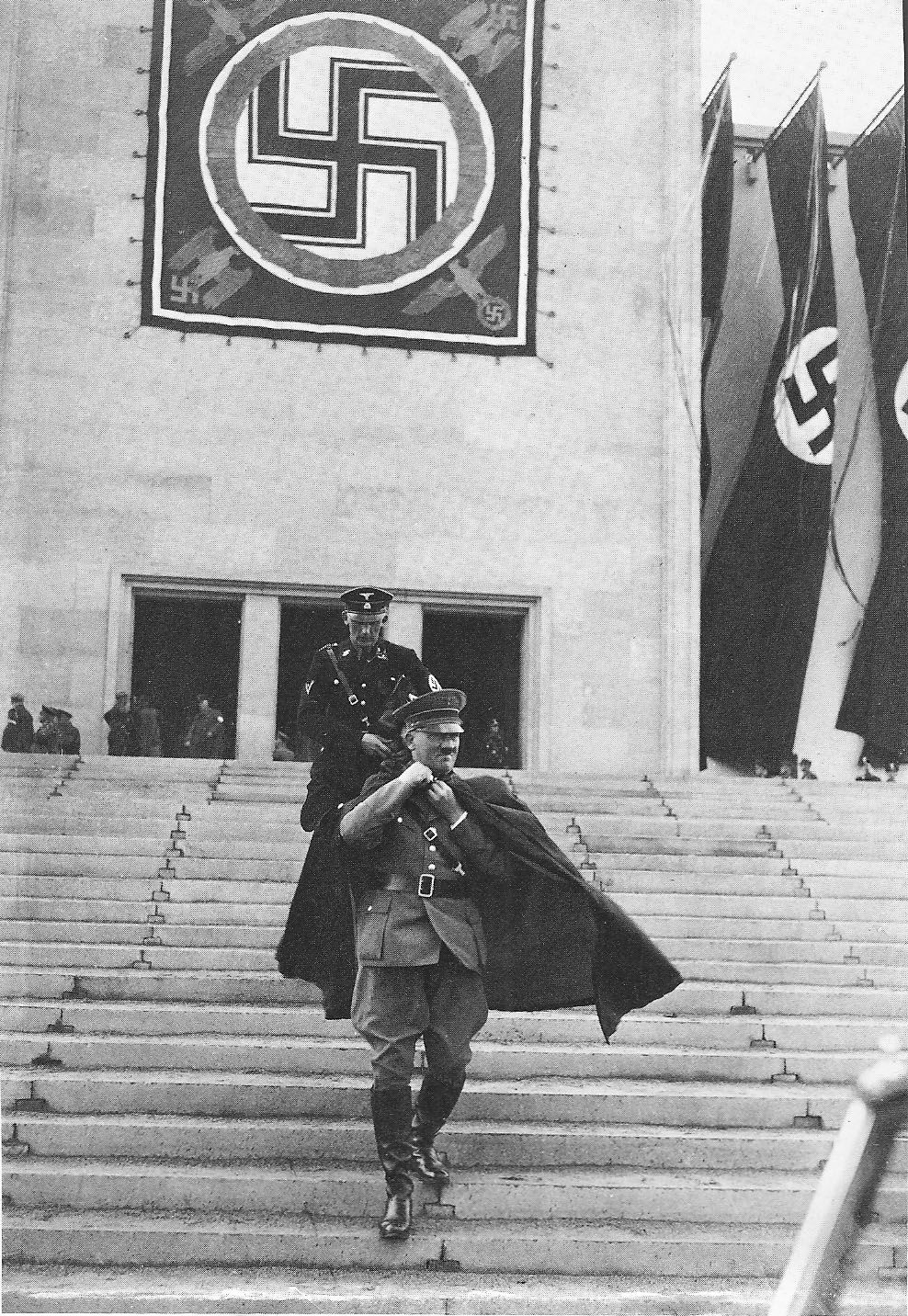
第8回ナチ党党大会にて、総統旗を背にするヒトラー（1936年9月）

1934年8月1日、パウル・フォン・ヒンデンブルク大統領が危篤になると、ヒトラー首相率いるドイツ国政府は、「ドイツ国および国民の国家元首に関する法律」を制定した。この法律の第1条には、ヒンデンブルクの死後に、
とあり、単に首相職と大統領職の統合だけではなく、大統領の権限が、国家内の官職ではない人格としての「指導者兼ドイツ国首相アドルフ・ヒトラー」個人に委譲されるというものであった。この法律は1934年4月1日に公布されたライヒ新構成法の「ライヒ政府は新憲法を制定することができる」という規定を法的根拠としている。また翌日、ヒンデンブルクの死去に伴って内務大臣ヴィルヘルム・フリックに対して発されたヒトラーの布告「元首法の執行に関する命令」には、「内閣により決定され、かつ憲法に基づき合法的に私の人格及びドイツ国首相職に対しかつてのライヒ大統領の権限が委任された」と記述されている。
この「指導者兼ライヒ首相アドルフ・ヒトラー」という称号は、文字どおり、ヒトラーの人格を介した運動と国家の結合という、前例のないものであった。ヴァイマル共和国すべての大統領府長官をつとめたオットー・マイスナーは「今回の立法措置により、フューラーは「国家の機関（Staatsorgan）」となり、また「国家の人格（Staatspersönlichkeit）」となった」と主張している。一方で内務省次官ヴィルヘルム・シュトゥッカートは「フューラーの官職は国家法的に何か全く新しいものである」とし、「独裁者でも、絶対君主でもない。彼はまた立憲君主や大統領とも比較可能なものではない」としているが、あくまでも官職であると解釈している。一方で法学者ハインリヒ・トリーペルは「指導者は通常の法律用語の意味で官職を有するものではない」とし、ラインハルト・ヘーンもまた「フューラーと官職の保持者は本質的に異なるものである」とした。ヒトラー自身は「10年もすればフューラーという呼称は非人格的性格を持つようになるだろう」、「『首相』の代わりの公式名として『総統』という称号を使うことになっても私はいっこうにかまわない」、「つまらない人間が組織の『長』に選ばれることはありうるが、誰にでも総統の称号がふさわしいわけではない」 と、通常の官職と同一視していない。結局、フューラーやその権限を定義する法律は、最後まで成立しなかった。
これにより、国家の枠外にあり、国家を超えるフューラー（総統）が国家の上に立ち、憲法体制を支配するという体制が完成した。この手続きは、8月2日のヒンデンブルクの死とともに発効した。しかし、ヒトラーはこの措置の正統性を問う投票を要求した。総統官邸長官ハンス・ハインリヒ・ラマースが全く不必要な措置としているように、投票はヒトラーの法的地位に関して影響を及ぼすものではなかったが。ヒトラーは「ドイツ国の新たな憲法体制を生み出す権限を、先に私に与えられた全権から導き出すことを拒否しなければならない。否、それは民族自らが決定するものでなければならない」として、自らの地位を民族からの委託に基づくものであることを示そうとした。
8月3日、ドイツ国の国家元首に関する民族投票を行うことを公布した。またこの日の声明で「ライヒ大統領」の称号は、偉大なるヒンデンブルクと不可分になったとして、みずからは公私ともに従前通り「指導者兼ドイツ国首相」と呼ばれることを望むとした。8月19日に行われた投票は、投票率は95.7%、うち89.9%が賛成票を投じ、ヒトラーの地位は盤石なものとなった。翌日、ヒトラーは「ドイツ国は今日ナチス党の手の中にある」「民族同胞諸君の投票により全世界に向かって国家と運動の統一が表明されたのだ」という布告を一切の肩書き無しで行った。
これ以降、フューラー（総統）の使用が浸透すると、首相の称号は重視されなくなり、1939年8月以降、公文書では単にフューラーと表記することが通例となった。その後、ヒトラー自身も単に名前を署名するだけで、肩書を付けることもなくなっていった。ヒトラーに対しても「総統」、「私たちの（我が）総統（Mein Führer）」といった呼称が用いられ、ヒトラーが三人称で呼びかけられることはなくなった。
第二次世界大戦中の1941年と1942年に開かれた冬季救済事業の開幕式で、ヒトラーは「神は、1933年1月30日、私に対しライヒの指導を委託した」と演説し、ヒンデンブルクやドイツ民族がフューラーの権限の源泉であるとは主張しなくなっていた。

#### フューラーによる統治

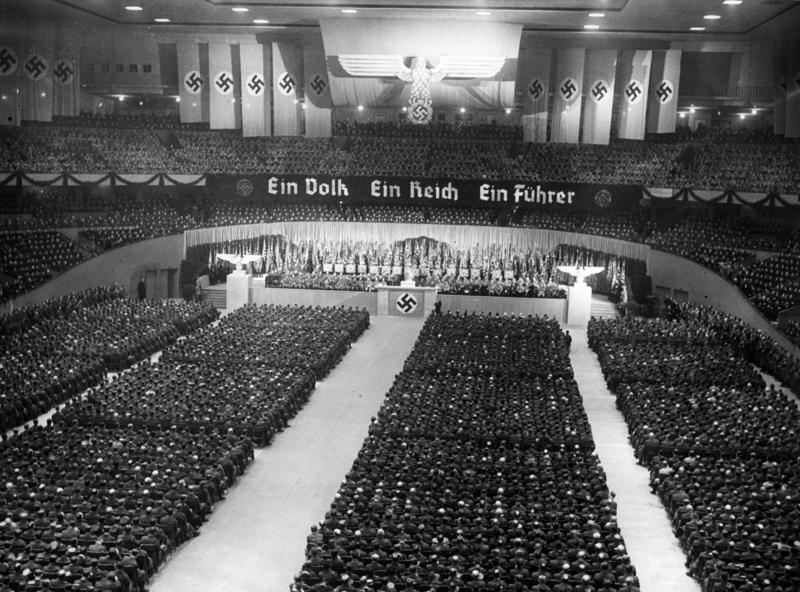
スローガン「（1つの民族、1つの国、1人のフューラー）」が掲示されたナチ党の集会（1938年3月）

ナチ党の定義では、フューラーは民族の中から選ばれるものではなく、民族が必要とする時により高次の存在から与えられるものであるとされた。また、フューラーの権威は、フューラー個人の人格と不可分であるとされた。このため、フューラーは「一回限り」の現象であり、その権威を譲渡するのは不可能であるとされた。
フューラーの指導は法規範によるものではなく、「人格指導」によって行われた。大統領や首相が法律に定められた権限を持つのに対し、フューラーの権力は、民族の最終日標や生存法則等の世界観以外の他のいかなるものにも制約されない超法規的なものとみなされた。また、フューラーはいわば無謬の存在であり、民族共同体の唯一の代表者であると定義され、官吏や軍人は、国家や憲法ではなく、フューラー個人への忠誠が求められた（忠誠宣誓）。また、政治家の権力は、法や官僚機構によるものではなく、フューラーとの人格的距離によって権力が定まった。ヒトラーは「フューラーの決定は最終決定であり、無条件の服従が求められなければならない」と語っている。この思想はヘルマン・ゲーリング国家元帥が提唱した「フューラーが命令する、私たちは従う（ドイツ語: Führer befiehl, wir folgen）)」というスローガンによく現れている。
1933年12月1日には、「党と国家の統一を保障するための法律」が公布され、ナチ党は「ナチズム革命の勝利の結果、国民社会主義ドイツ労働者党がドイツ国家思想の担い手となり、国家と不可分に結ばれた」と定義された。しかしこれは、「党が国家に吸収された」というものではなく、党及び国家は民族のフューラーの手の中にあって、民族の最終目標に奉仕する一つの手段、装置として位置づけられたものである。これはヒトラーが『我が闘争』で「国家は目的ではなく、一つの手段である」と定義したことに附合していた。しかし、実際の現場において党と国家の役割の区分は曖昧であり、その区分はフューラーたるヒトラーの裁量で行われた。このため、党と政府の機関の間で重複する権限をめぐって、勢力争いが頻発した。しかし、ヒトラーはこれらをあえて積極的に是正しないことで、最終的に裁定し得る存在である自身の唯一絶対的な地位を強化した。
フューラーに指導される民族には、フューラーにとって望ましい民族であることが望まれた。このため民族には画一的な思想や行動をとる、強制的同一化（強制的同質化、Gleichschaltung）が求められた。
1942年4月26日、ナチス体制下で最後に開催された国会でフューラーは、「いついかなる状況」においてでも「すべてのドイツ人」に対し、「その者の法的権利にかかわりなく」、「所定の手続きを得ることなく」罰する権利を手に入れたとされた。これによりフューラーは、法律や命令を必要とせず、発言すべてが「法」となる（総統命令）存在となった。
ヒトラーは最終的には、一党独裁体制下における支配政党の党首、国家元首、行政の長（首相）、立法の長（全権委任法）、軍の最高司令官（国防大臣の権限も吸収）、陸軍総司令官を兼ね、国家のすべての権限を一手に握ることになった（これをもってヒトラーを大元帥と表記する文献もあるが、彼が軍事上の名誉階級や称号を得たことはない）。ノルベルト・フライは、このナチズムの統治体制を「Führerstaat（総統国家）」という言葉で表現した。

#### 消滅
大戦末期の1945年4月、ヒトラーは自殺に先立つ遺言書で、大統領兼国防軍最高司令官にカール・デーニッツ海軍元帥、首相にヨーゼフ・ゲッベルス、ナチ党担当大臣（Parteiminister）にマルティン・ボルマン、陸軍総司令官 にフェルディナント・シェルナー陸軍元帥をそれぞれ任命し、自身が掌握していた権限を分割した。フューラーの後継は指名されず、その地位はヒトラーの死とともに消滅した。

### 日本語訳
当時の日本では、野党時代のヒトラーは「党首」「首領」などの肩書で呼ばれていた。
1934年にヒトラーが国家元首の権能を吸収した当初は、「大統領」や「首相」の語も用いられたが、やがて「総統」が主に用いられるようになり、しだいに定着した。「総統」の語自体は国家元首就任後間もない1934年8月4日から使用されている。
ルドルフ・ヘスの地位「Stellvertreter des Führers」すなわち総統代理も、「副総統」等と訳されるようになった。ただし、ヒトラーの「総統」がナチ党党首・国首相・国家元首・国防軍最高司令官を兼ねる地位であったのに対して、ヘスの「Stellvertreter des Führers」は政府や軍とは無関係で、ナチ党の副党首という意味であった。
ヒトラー死後の日本語の新聞では、大統領に就任したデーニッツの地位を「総統」と訳した事例もあり、その後もデーニッツを第2代総統とする資料もある。
戦後、ヒトラーの地位の日本語訳として「総統」が一般的に使用され、国家元首就任以降のヒトラーのみならず、それ以前のヒトラーの地位に対しても「総統」の訳語をあてることが多くなった。この結果として、ヒトラーの地位としての日本語の「総統」は、次のような異なった使い方がされる状況にある。
1. ナチ党の用語であり、ナチ党の権力掌握後はドイツ国においても用いられた、ナチ党およびドイツ民族の最高指導者を示す「Führer」の訳語。この形式では政権獲得後のヒトラーの肩書きは「総統兼首相」「総統兼宰相」などと表記される[22][39][40][41]。日本のナチス研究者のうち、平井正は野党時代と国家元首時代の「Führer」は訳を区別するべきであると考えているが、場合によっては野党時代でも「総統」を用いており[42]、村瀬興雄は、大統領権限吸収以前のFührerを「指導者」、以後は「総統」と訳を区別している。
2. 1933年1月以降の、ドイツ国の首相であるとともにナチ党の「Führer」であるヒトラーの地位[43][44]
3. 1934年以降の、ドイツ国の国家元首であり、首相であり、ドイツ国（ひいてはドイツ民族）および支配政党であるナチ党の「Führer」であるヒトラーの地位[45][46]。

## イタリア
イタリアの総統（Duce）は、イタリア王国のベニート・ムッソリーニの政治的地位・称号を指す。統領・統帥と訳される場合が多い。
イタリア語では「指導者」を意味する「Duce（ドゥーチェ、ドーチェ）」という称号が古くから存在した。これはラテン語の用語・官職名のdux（ドゥクス）に由来し、duca（ドゥカ、公爵）やdoge（ドージェ、ヴェネツィア共和国統領）と同じ語源である。近代ではイタリア三英傑の一人である革命家ジュゼッペ・ガリバルディを指し、またサヴォイア家による国家や軍に対する統帥権を意味した。
イタリア社会党（PSI）の若手政治家として将来を嘱望されていた政治家ベニート・ムッソリーニは政治的指導者という点からしばしばDuceと呼ばれていた。やがてムッソリーニが第一次世界大戦への従軍を経てファシズム運動を興すと、自身が率いる退役兵団体『イタリア戦闘者ファッシ』の隊員からもDuceの称号で呼ばれる様になる。1921年11月9日、同年の国政選挙で議席を獲得していた『イタリア戦闘者ファッシ』をファシズムを掲げる政党『国家ファシスト党』（PNF）に再編した際、設立者のムッソリーニは党首にあたる書記長に立候補せず、政治家ミケーレ・ビアンキを任命した。表立って権力を握る事を避けた形となるが、ファシズムの精神的指導者という地位は変わらず、Duceという名誉称号が事実上の党指導者としての最高権力を意味する事となった。
1922年10月31日、ローマ進軍で無血クーデターに成功したムッソリーニは、王家と議会の承認を得てイタリア王国における首相職である閣僚評議会議長（Presidente del Consiglio dei Ministri）に就任した。首相と同時に内務大臣と外務大臣も兼務しているが、この時点では独裁的な権限を得ている訳ではなく、また多党制による連立政権であった。しかしファシズムによる新体制構築の為、段階的に権限は強化された。1925年1月3日、議会演説で独裁の実施を宣言し、同年の降誕祭（12月24日）に首席宰相及び国務大臣（イタリア語: Capo del governo primo ministro segretario di Stato）に就任した。同職は「政府の長」である事が強調されるなど従来の首相職より大幅に権限が強化され、内閣の政令に法的拘束力が与えられた事と合わせて議会の権力は大きく後退した。続いて連立与党の解消や反ファシズム政党の解散命令を行い、1929年3月24日の総選挙で一党制も確立された。
1930年代前半にはムッソリーニの独裁権はほとんど完成していたが、唯一軍に対しては決定的な権限が及んでいなかった。1938年3月30日、対エチオピア戦勝によるイタリア帝国成立に伴い、帝国全体の統帥権として帝国元帥首席（Primo maresciallo dell'Impero）を創設した。ムッソリーニは帝国元帥首席にイタリア王及びエチオピア皇帝となった主君ヴィットーリオ・エマヌエーレ3世と共同就任する事でカルロ・アルベルト憲法制定以来、サヴォイア家の宰相として初めて統帥権を分与され、独裁体制は完成された。一方、貴族としての爵位は辞退しているが、代わりに帝国の建国者（イタリア語: Fondatore dell'Impero、フォンダトーレ・デル・インペーロ）という名誉称号をサヴォイア家より与えられている。
ドイツのFührerあるいは「指導者兼ドイツ国首相」との違いは、権限を縮小されつつも君主という概念を維持し、また完全な国家元首となる事には慎重な姿勢を見せていた点である。独裁体制における「唯一の弱点」はヒトラーからも懸念され、ムッソリーニも十分理解していたが、敗戦国として既に君主制が廃止されていたドイツと君主制を足掛かりにして独裁を築いたイタリアとでは政治の前提状況が大きく異なっていた。1943年7月25日、連合軍の本土上陸に伴い、宰相からの勇退を求めたエマヌエーレ3世の勅令に従ってムッソリーニは首席宰相及び国務大臣から退任し、後任にはピエトロ・バドリオ陸軍元帥が就任した。
しかしDuceの称号は引き続きムッソリーニの権威を意味したままに留め置かれ、幽閉状態から救出された後にヒトラーの要請を受けてイタリア社会共和国（RSI）と共和ファシスト党（RNF）を樹立すると、今回は共和制国家の国家元首となった。その際、国家元首の称号として正式にDuceが使用され、「Duce della Repubblica Sociale Italiana（イタリア社会共和国総統）」とされ、これまでの名誉称号から正式な役職となった。

## スペイン
スペインの総統は、スペインの国家元首フランシスコ・フランコの称号を指す。
フランコの肩書きは時代によって変化するが、一般にスペイン語で「Caudillo（カウディーリョ）」と呼ばれていた。caudilloは、ドイツ語のFührer、英語のleaderに相当する語で、本来は頭目や親分を意味するが、統領とも訳され、スペインほかイスパノアメリカでは独裁権を握った政治・軍事指導者に対して使用された称号である。フランコの称号としてGeneralísimo（ヘネラリッシモ）もあるが、これは general（将軍）に指大辞の‐isimoがついた語で、将官の上位にあって陸海空の三軍を統括する地位を意味し、大元帥、総帥、総司令官などと訳される。
スペイン内戦で反乱軍内の指導権を確立したフランコは、1936年10月1日ブルゴスにおいて、反乱軍の総帥（Generalísimo、ヘネラリッシモ）に指名され、反乱軍側の国家主席（Jefe de Estado、ヘーフェ・デ・エスタード）に就任した。その際、フランコは国家元首としての称号を（el Caudillo、エル・カウディーリョ）と定めた。以後、フランコは軍隊の総司令官としてはヘネラリッシモ、国家元首としてはカウディーリョと呼ばれることとなる。フランコ政権は、1938年1月30日に内閣制度を導入し、フランコは国家元首兼首相となった。その後、1939年3月27日に反乱軍は首都マドリードに入城、31日にはスペイン全土が制圧され、4月1日フランコは内戦終結宣言を発した。こうして名実共に独裁体制を確立したフランコは、さらに1947年、「王位継承法」を制定し、スペインを「王国」とすること、スペイン国の国家元首をフランコ総統とすること、また、フランコが終身の統治権を有し、後継の国王の指名権を持つことなどを定めた。この「王位継承法」は7月16日の国民投票によって成立し、フランコは終身国家元首の地位に就いた。
フランコ総統は1969年、自分の後継者として元国王アルフォンソ13世の孫フアン・カルロスを指名した。その後1973年6月に首相を辞任、1975年11月に82歳で死去した。その2日後、フアン・カルロス1世は国王に即位した。それまでの言動から独裁体制を継承すると思われていた国王であったが、予想に反して民主主義体制の整備を急ぎ、1978年12月、国王の権限を儀礼的なものに限定して権力分立を定めた憲法を、国民投票による承認を受けた上で公布した。こうして、スペインの独裁時代は幕を閉じ、「総統」の称号も消滅した。

## クロアチア
クロアチア独立国では、独裁者アンテ・パヴェリッチがPoglavnik（ポグラヴニク）の称号を名乗っており、これが国家指導者または総統と訳される。建国当初、同国の国家元首は国王トミスラヴ2世（在位 1941年–1943年）だったが、これは形式上の地位にとどまり（国王は終始イタリアに滞在し、ついにクロアチアに足を踏み入れることがなかった）、ポグラヴニクであるパヴェリッチが事実上の国家元首であった。さらに、1943年にはトミスラヴ2世が退位したため、パヴェリッチはポグラヴニクの称号のもとに名実ともに国家元首となった。とはいうものの、クロアチア独立国自体がナチス・ドイツの保護下にある傀儡国家であった。

## ルーマニア
ルーマニア王国では1940年、イオン・アントネスクが、国民投票の結果「conducător」に就き、1944年にルーマニア革命で失脚するまで、ルーマニアの事実上の独裁者となった。conducătorは英語のleaderに相当するルーマニア語であり、国家指導者と訳すのが通例であるが、総統と訳す場合もある。ただし、ルーマニア王国には国王がいたため、アントネスクの地位は国家元首ではない。
戦後の社会主義政権でニコラエ・チャウシェスクは、1965年にルーマニア共産党書記長に就任し、1967年に国家評議会議長（元首）に就任し、1974年からは新設した大統領 (prezident) に自ら就任したが、国民の間ではかつての独裁者アントネスクの称号である「conducător（総統）」と陰では呼ばれるようになっていた。これはあくまでも独裁者だったチャウシェスクを揶揄して呼んでいたもので、正式の称号ではない。

## 中華民国
一般に中国語では、英語の（国家の）president を「総統」（繁体字: 總統、簡体字: 总统）と訳す。例えば、アメリカ合衆国大統領も「美国総統」と呼ぶ。
中華民国建国当初の国家元首は臨時大総統だった。1912年に、省代表からなる臨時大総統選挙会により、孫文が初代臨時大総統となった。なおこれは、臨時に「大総統」に就いたという意味ではなく、「臨時大総統」という名称の役職である。
同1912年、孫文の推薦と臨時参議院の議決により、袁世凱が2代目臨時大総統となった。そして1913年に初代の正式な大総統となり、以降、北京政府は大総統の称号を使い続けた。
その後、中国国民党によって組織された国民政府では主席を国家元首の名称として使用していたが、1948年に初代の総統に蔣介石が就任して以降は中華民国の国家元首は「総統」の名前を用いている。
国民からの民主化の要求が高まり、自らも民主化を望んでいた李登輝総統は、1996年、総統の直接選挙制度を導入した（1996年中華民国総統選挙）。この改革により総統の地位は、「国父」孫文が模範としたアメリカ合衆国の大統領と、直接選挙と間接選挙といった選出方法の違いや首相職の有無などはあるものの、権限および権威の面で非常に似たものとなった。
日本語を学習した台湾人（中華民国の国民）には、日本語で president を大統領と訳し、「総統」の用例が上述のようなものであることから、日本人に自国の国家元首を「総統」と呼ぶのを避け「大統領」と説明する者もいる。

## ノルウェー
ノルウェーでは、大戦中の親独ファシスト政党の国民連合 (Nasjonal Samling) 党首ヴィドクン・クヴィスリングが、ヒトラーに倣って指導者（fører）を名乗った。ただし、これを「総統」と日本語訳した例はない。
クヴィスリングは、1933年に国民連合を創設。ノルウェーがドイツに占領された1940年に指導者（クヴィスリング政権）となり、1942年に正式に首相となった。ただ、これはドイツの傀儡政権であり、実権はドイツから派遣された総督（国家弁務官）のヨーゼフ・テアボーフェンが握っており、クヴィスリングにはほとんど権限は与えられなかった。

## ハンガリー
第二次世界大戦末期、ハンガリー王国の統治者（元首）だったホルティ・ミクローシュ執政（摂政）は、単独で連合国との講和を模索していたが、これを阻止しようとするドイツは、1944年10月15日にパンツァーファウスト作戦を発動させた。翌16日、ホルティはドイツ軍に強要され、民族主義政党・矢十字党党首のサーラシ・フェレンツを首相に任命し執政（摂政）を退任、「亡命」の名目でドイツに連行された。サーラシは同日中に内閣を組閣し、16閣僚中半数を矢十字党のメンバーで固めた。また、「総統（国民指導者）」を名乗り事実上の元首に就任した。

## インド
自由インド仮政府国家主席兼インド国民軍最高司令官スバス・チャンドラ・ボースは、ネータージー（指導者、नेताजी, Netāji。ネタージ、ネタジ とも）の敬称で呼ばれる。

## フィクション
上記のように、全体主義国家・ファシズム一党独裁国家の指導者の称号としての用例が多いため、日本語のフィクション作品（映画、コミック、小説など）においては、ヒトラーをモチーフとしたキャラクター、悪の国家の元首、悪の組織の首領(第四帝国など)に対して総統または類似の称号を名乗らせている事例がある。